# Ture Sjölander
Ture Sjölander, född 19 juli 1937 i Sundsvall, är en svensk fotograf.

## Biografi
Sjölander fick sin utbildning vid Svenska Slöjdföreningen. I början av 1960-talet framträdde han med abstrakta fotografiska studier, men övergick senare till fränt realistiska bilder.
Hans debut kom med en separatutställning på Sundsvalls museum 1961. Han har sedan gjort sig känd med en experimentell avantgardkonst. I hans produktion ingår fotografier, filmer, böcker, TV-program och videoinstallationer. Han var tidigt en pionjär inom animation och på 1960-talet blev också hans elektroniska bilder utsända av Sveriges Television.
Produktioner från SVT-perioden inkluderar TIME (1965-1966 Ture Sjölander och Bror Wikström), Monument (1968 med Lars Weck), även diskuterad i Expanded Cinema, 1970, och senare Rum i hjärnan (1969 Ture Sjölander, Bror Wikström, Sven Höglund och Lasse Svanberg).
Sjölander började 1986 att arbeta i Australien, men har även varit verksam i andra asiatiska länder, som Papua Nya Guinea och Kina. I Australien gjorde han bland annat kontroversiella manifestationer i invandrarfrågor.
På våren 2004 kom hans epokgörande TV-experiment på Fylkingen. Han ställde också samtidigt ut i Sverige, för första gången på flera decennier.

## Representation
Sjölanders konst finns representerad på bland annat Moderna museet i Stockholm, Sundsvalls museum, Göteborgs konstmuseum